# Лоулер, Стив
Стив Лоулер (англ. Steve Lawler; род. 1973, Бирмингем, Англия) — британский диджей и музыкальный продюсер, один из ключевых представителей хаус- и техно-сцены конца XX — начала XXI века.

## Карьера
Начал выступать в середине 1990-х годов. Приобрёл известность благодаря резиденциям в культовых клубах, включая Space (Ибица), The End (Лондон) и Twilo (Нью-Йорк). После серии успешных выступлений в клубе Space получил неофициальный титул «Короля Space» (англ. King of Space).
— Выпустил серию миксов Lights Out (2000–2006), ставшую эталоном прогрессивного хауса.
— Основатель лейбла Viva Music (действующий) и сооснователь закрытого лейбла Harlem Records.

## Музыкальные жанры
Лоулер определяет свою музыку как «глубокий» (англ. deep) и «чувственный» (англ. sexy) хаус, избегая жёстких жанровых рамок.
— Основные направления: прогрессивный хаус, техно, элементы диско.
— Отличительные черты: мрачная атмосфера, сложные басовые линии, минималистичные ритмы.
— В интервью подчёркивает дистанцирование от электро-стиля 1980-х.

## Влияние
— Музыкальное: творчество групп Depeche Mode (мрачная лирика) и The Doors (эксперименты с саундскейпом).
— Профессиональное: диджей Danny Tenaglia, чья страсть к клубной культуре вдохновила Лоулера на эксперименты с длинными сетами.

## Критика
Рецензенты отмечают, что его стиль эволюционировал от «тёмного» техно-хауса (альбом Dark Drums, 2003) к более мелодичным композициям (альбом Viva Warriors, 2017).

## Дискография

### Альбомы
- 2000: Dark Drums (Tide)
- 2000: Nubreed 003 (Boxed)
- 2000: Home (INCredible)
- 2001: Dark Drums 2 (Tide)
- 2002: Lights Out (Boxed)
- 2003: Lights Out 2 (Boxed)
- 2005: Lights Out 3 (Global Underground Ltd.)
- 2006: Viva (Ministry of Sound)
- 2007: Viva London (Renaissance Records, Ultra Records)
- 2008: Viva Toronto (Renaissance Records, Ultra Records)

### Синглы
- 1999: Novacane — «Rainmaker» (Glow Recordings)
- 2000: «Rise In» (Bedrock) (UK Singles Chart #50, Billboard Hot Dance Music/Club Play #15/Hot Dance Music/Maxi-Singles Sales #41)
- 2002: «Andante» (Bedrock)
- 2004: «Out At Night» (Subversive)
- 2005: «That Sound» (Beside Music, Joia Records)
- 2006: S.L.A.D.L.Y. — «Unicorn» (VIVa MUSiC)
- 2007: «Courses For Horses» (Renaissance Recordings)
- 2007: «Violet» (Viva Music)
- 2007: "Sleep Walking (Tsuba)
- 2008: «21st Century Ketchup» (Sci-Tec)
- 2008: «Femme Fatale» (Ovum)
- 2009: «Kalimba» (R&S Records)
- 2009: «Carnival» (Tanzbar)
- 2009: «Distrait» (Systematic)
- 2009: «Hocus Pocus» (VIVa MUSiC)
- 2010: «Almerina» (Harthouse)
- 2010: «Gimme Some More» (VIVa MUSiC)
- 2013: «Avaida» (The Organ Track)